# Kõrgelaid (Kiudu lõpp)
Kõrgelaid ist eine unbewohnte Insel, 450 Meter von der größten estnischen Insel Saaremaa entfernt. Die Insel liegt in der Landgemeinde Saaremaa im Kreis Saare. Sie liegt in der Bucht Kiudu lõpp im Kahtla-Kübassaare hoiuala.
Kõrgelaid ist 40 Meter lang und 20 Meter breit.